# Hermannia texana
Hermannia texana là một loài thực vật có hoa trong họ Cẩm quỳ. Loài này được A. Gray mô tả khoa học đầu tiên năm 1849.